# Điền thất
Điền thất, hay đôi khi là tam thất (đều là tên gọi dịch từ Trung văn) có danh pháp khoa học Panax notoginseng là một loài thực vật có hoa trong Họ Cuồng. Loài này được (Burkill) F.H.Chen miêu tả khoa học đầu tiên năm 1975. Tam thất là tên gọi dịch từ Trung văn (三七)= san qi hoặc điền thất dịch từ (田七) = tiánqī.